# وکسپول (ویرجینیا)
وکسپول (به انگلیسی: Waxpool) یک منطقهٔ مسکونی در ایالات متحده آمریکا است که در شهرستان لادن، ویرجینیا واقع شده‌است.